# Prassinoscopio

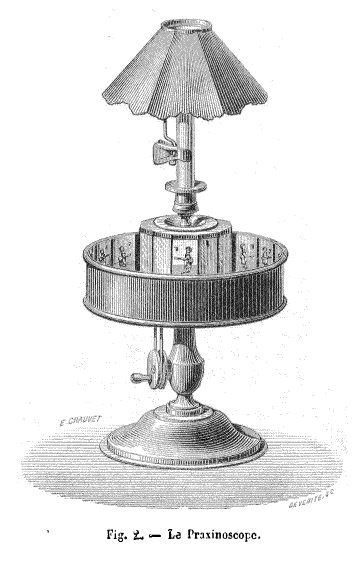
Il Prassinoscopio di Charles-Émile Reynaud

Il prassinoscopio (praxinoscope, in francese) è un dispositivo ottico che permette la proiezione di immagini, disegni, animati. Si tratta di una evoluzione dello zootropio. Viene inventato in Francia nel 1876 da Charles-Émile Reynaud che lo registra un anno più tardi, il 21 dicembre 1877.
La parola prassinoscopio può essere tradotta approssimativamente come "strumento per osservare azioni", dalle radici di πρᾶξις (in greco antico: "azione") e σκοπέω, ("osservare").

## Principio di funzionamento

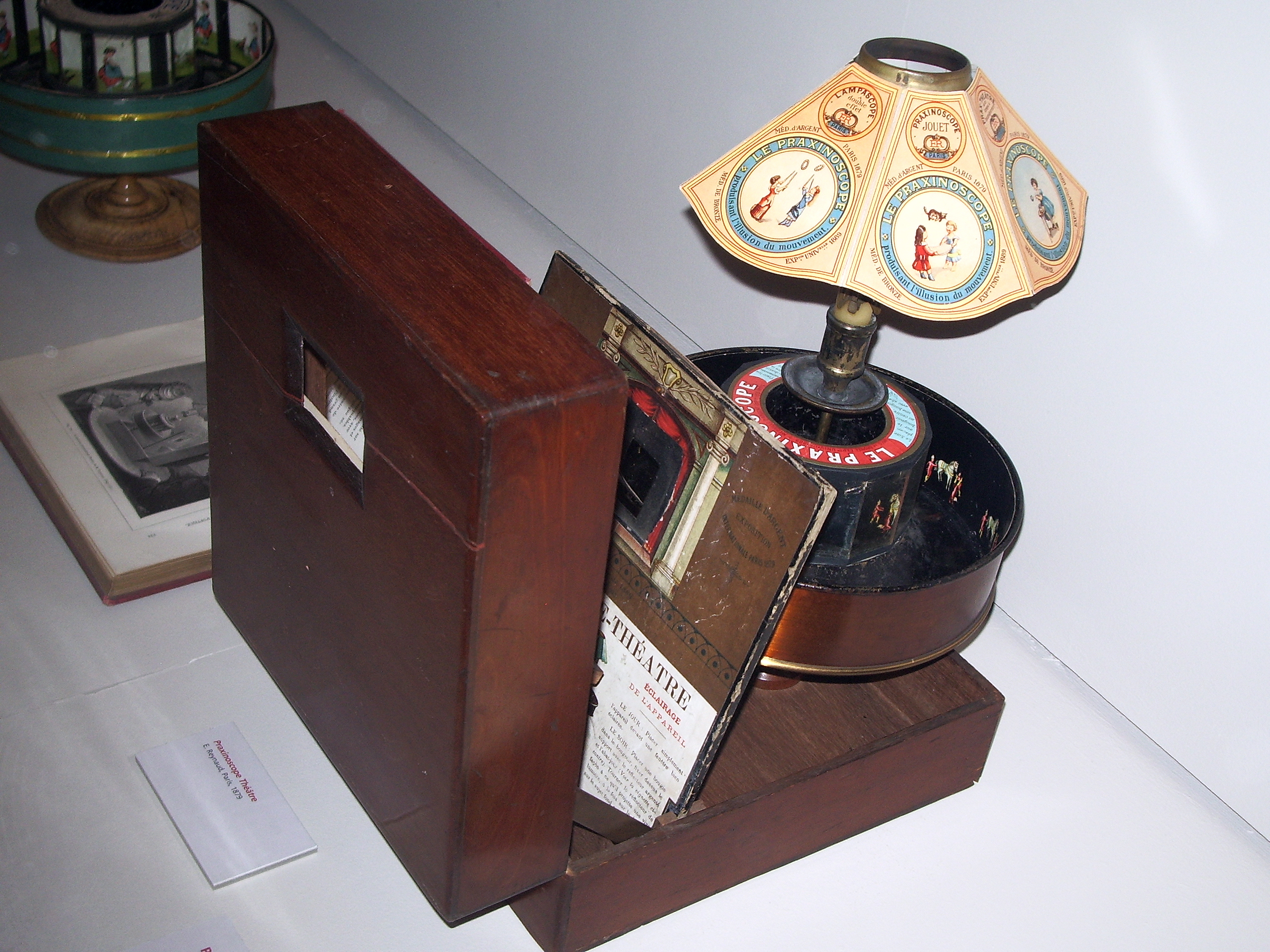
Prassinoscopio teatro del 1879

Così come lo zootropio, anche il prassinoscopio utilizza una striscia di immagini applicate in cerchio sulla superficie interna di un cilindro girevole. Il prassinoscopio rappresenta una versione evoluta dello zootropio, nel quale sostituisce le feritoie attraverso cui visualizzare le immagini, con una serie di specchi posizionati a 45°, in modo da riflettere le immagini verso l'osservatore, permettendo di visionare immagini più chiare rispetto a quelle offerte dallo zootropio.

## Storia

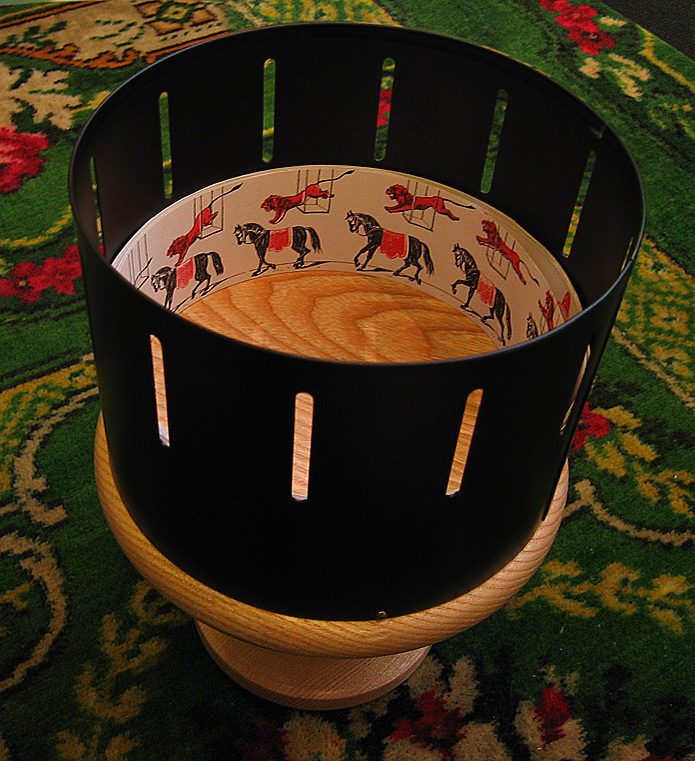
Moderna riproduzione di uno zootropio vittoriano

Il primo elementare zootropio viene creato in Cina attorno al 180 d.C. dall'inventore Ting Huan (丁緩). Il dispositivo inventato da Ting Huan era appeso sopra una lampada e veniva chiamato "Il tubo che fa apparire le fantasie".
Il moderno zootropio è stato inventato nel 1834 dal matematico britannico William George Horner e venne inizialmente battezzato con il nome "Dedalo", popolarmente tradotto con "La ruota del Diavolo", ma non è oggi reperibile alcuna origine dell'etimologia, che probabilmente è un riferimento al mito di Dedalo. Il dispositivo tuttavia non divenne popolare prima degli anni sessanta del XIX secolo, quando il marchio viene registrato contemporaneamente in Inghilterra e negli Stati Uniti. Lo sviluppatore statunitense, William F. Lincoln, battezza il giocattolo da lui inventato zoetrope, con il significato di "ruota della vita". Quasi simultaneamente invenzioni similari vengono costruite indipendentemente in Belgio da Joseph Antoine Ferdinand Plateau (fenachistoscopio) e Austria da Simon von Stampfer (stroboscopio).

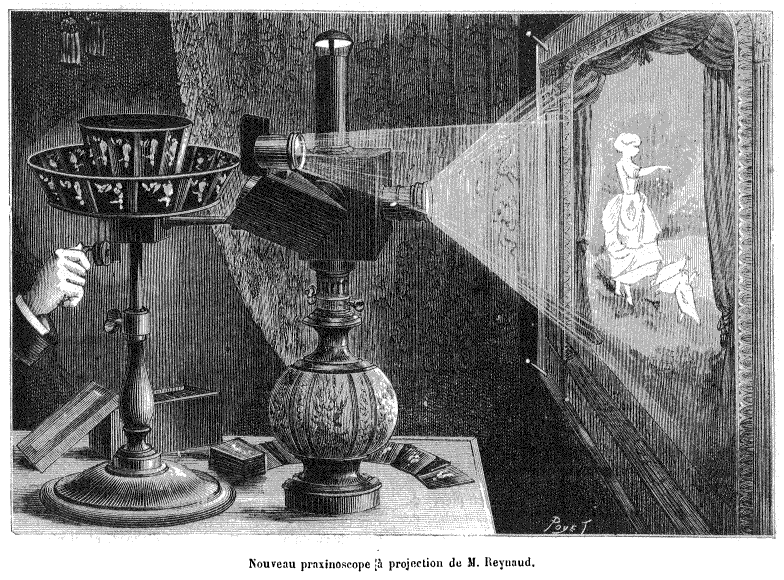
Prassinoscopio da proiezione di Émile Reynaud. Illustrazione per la rivista scientifica La Nature, 1882.

Nel 1876 Charles-Émile Reynaud apporta una modifica allo zootropio inserendo al centro del dispositivo una serie di specchi su cui si riflettono le immagini, in modo da ottenere delle immagini non distorte come avviene nell'osservazione attraverso le feritoie: inventa così il prassinoscopio. Reynaud comprende inoltre che, proiettando le immagini del prisma su uno specchio e poi su uno schermo, è possibile ottenere immagini ingrandite.
Nel 1878 presenterà una successiva evoluzione, il prassinoscopio teatro, anteponendo uno schermo di vetro alla giostra di specchi. Il nuovo strumento, adatto ad una fruizione collettiva, permette di sovrapporre le immagini in movimento a una serie di sfondi intercambiabili.
Nel 1880 elabora la prima versione del teatro prassinoscopio da proiezione, sfruttando la più antica tecnica di proiezione della lanterna magica: il prassinoscopio da proiezione, utilizzava infatti una lanterna per proiettare le immagini in movimento su un piccolo schermo, permettendo ad un pubblico più vasto di vederle, tuttavia si limita sempre a una serie di dodici immagini che si ripetono di continuo.
Nel 1888 Reynaud perfeziona un proiettore di più larga scala, in cui proietta una serie di immagini su vetro collegate tra loro e sovrapposte ad uno sfondo fisso intercambiabile: inventa così il teatro ottico vero e proprio precursore del cinema e del cartone animato.
Nel XX secolo un moderno adattamento del prassiscopio sarà il Red Raven Magic Mirror: la giostra di specchi è posizionata su un perno al centro di un grammofono, riproducendo le immagini in movimento stampate sull'etichetta del disco a 78 giri, durante la riproduzione dello stesso.

## Tipi di prassinoscopio
- Prassinoscopio (praxinoscope, 1876): permette di visualizzare una animazione ciclica di dodici immagini attraverso un cilindro sfaccettato di specchi ruotante su un asse.[5][6]
- Prassinoscopio giocattolo  (praxinoscope-jouet, 1877): è un piccolo prassinoscopio dove l'animazione ciclica - destinata ai bambini - è formata da otto disegni al posto degli usuali dodici.[5][7]
- Prassinoscopio-teatro (praxinoscope-théâtre, 1879): è un prassinoscopio dotato di uno schermo che permette ad uno spettatore singolo di visualizzare l'animazione ciclica sovrapposta ad una scena fissa.[5][8]
- Prassinoscopio da proiezione (praxinoscope à projection, 1880): permette di proiettare su uno schermo una animazione ciclica sovrapposta ad una scena fissa, entrambe le immagini vengono proiettate da una lanterna magica a due focali.[5][9]

## Evoluzioni e derivazioni
- Teatro ottico (théâtre optique, 1888): dal prassinoscopio, e più esattamente dal prassinoscopio da proiezione Charles-Émile Reynaud, sviluppa un sistema di proiezione di cortometraggi animati, dove dei soggetti (uomini o animali) possono muoversi su uno sfondo fisso intercambiabile.[5][10]
- Stereo-cinema (stéréo-cinéma, 1907): un'altra evoluzione del prassinoscopio, è un sistema che permette di osservare sequenze di immagini animate stereoscopiche, un vero e proprio precursore del cinema tridimensionale.[5][11]
- Dischi animati: dal prassinoscopio derivano anche i vari sistemi di "dischi animati" diffusi in vari paesi tra i decenni degli anni cinquanta e sessanta del XX secolo. Sono sistemi pressoché sovrapponibili ed equivalenti, destinati all'infanzia, che uniscono giradischi e prassinoscopio, offrendo uno spettacolo di immagini in movimento unito all'ascolto di canzoncine per bambini. Sul disco viene sovrapposto un prisma in cui vengono riflessi i disegni stampati sul disco, messi in movimento durante l'ascolto del disco.[12][13][14] I sistemi di "dischi animati" conosciuti sono:
  - Moviton: il Moviton della Mamil, una ditta di Milano, è un sistema che comprende un prisma circolare da sistemare sul piatto sopra ai picture flexy disc 7" stampati sull'intera superficie con le strisce circolari di disegni in sequenza. Il sistema venne diffuso negli anni sessanta, con la messa in commercio di flexy disc contenenti principalmente fiabe sonore, ma ne sono stati distribuiti dei più svariati tipi, compresi dischi contenenti jingle pubblicitari. Per i dischi destinati al sistema Moviton hanno inciso personaggi celebri, quali ad esempio il cantante genovese Franco Franchi, il cantautore Sergio Endrigo o il complesso Angela e i Clowns.[12][13]
  - Teddy: sistema diffuso in Francia come Teddy - Le disque animé, in Germania come Teddy - Die lebende Schallplatte e nei Paesi Bassi come Teddy - Grammovisie.[13][14][15]
  - Red Raven: sistema diffuso negli Stati Uniti, comprendente un prisma da porre sui dischi e una serie di picture disc a 78 giri con fiabe e canzoncine per bambini che, a differenza del Moviton, sono da 12" e non presentano l'intera superficie stampata: questa è infatti divisa tra una striscia circolare centrale destinata alla visione e una esterna, solitamente di colore rosso oppure verde, destinata ad ospitare la traccia audio.[13][14][16][17][18]

## Strisce animate
Alcune strisce animate, realizzate personalmente da Charles-Émile Reynaud per il suo prassinoscopio.
- La Rosace Magique
- Le Trapèze
- Le singe musicien
- Le fumeur